# Elliniki Podosferiki Omospondia
Elliniki Podosferiki Omospondia (grekiska: Ελληνική Ποδοσφαιρική Ομοσπονδία) (EPO) styr fotbollen i Grekland och grundades 1926. Fotbollsförbundet bidrar i organisationen av Grekiska superligan och organiserar Grekiska supercupen och Grekiska cupen. Dess huvudkontor ligger i Aten.